# Pequeña Copa del Mundo de Clubes 1957
La Pequeña Copa del Mundo de Clubes de 1957 —oficialmente Copa Coronel Marcos Pérez Jiménez— fue la sexta edición de la Pequeña Copa del Mundo, un torneo celebrado en Venezuela , entre los años 1952 y 1957, por cuatro equipos participantes, dos de Europa y dos de América del Sur.

## Participantes
| País    | Equipo            | Clasificación                            |
| ------- | ----------------- | ---------------------------------------- |
| Brasil  | Botafogo F.R.     | Campeón de Río de Janeiro 1957           |
| España  | F. C. Barcelona   | Campeón de la Copa del Generalísimo 1957 |
| España  | Sevilla F. C.     | Subcampeón de España 1956/57             |
| Uruguay | C. Nacional de F. | Campeón de Uruguay 1956                  |

## Partidos y resultados
| Fecha       | Equipo    | Resultado | Equipo    |
| ----------- | --------- | --------- | --------- |
| 29 de junio | Botafogo  | 2-0       | Sevilla   |
| 30 de junio | Barcelona | 4-0       | Nacional  |
| 4 de julio  | Sevilla   | 2-2       | Nacional  |
| 5 de julio  | Botafogo  | 0-3       | Barcelona |
| 7 de julio  | Botafogo  | 4-0       | Nacional  |
| 8 de julio  | Barcelona | 3-2       | Sevilla   |
| 10 de julio | Sevilla   | 0-4       | Botafogo  |
| 11 de julio | Nacional  | 2-3       | Barcelona |
| 13 de julio | Sevilla   | 2-2       | Barcelona |
| 15 de julio | Nacional  | 2-2       | Botafogo  |
| 17 de julio | Nacional  | 1-3       | Sevilla   |
| 18 de julio | Barcelona | 2-2       | Botafogo  |

## Tabla de posiciones
| Equipo    | Pts | PJ | PG | PE | PP | GF | GC |
| --------- | --- | -- | -- | -- | -- | -- | -- |
| Barcelona | 10  | 6  | 4  | 2  | 0  | 17 | 8  |
| Botafogo  | 8   | 6  | 3  | 2  | 1  | 14 | 7  |
| Sevilla   | 4   | 6  | 1  | 2  | 3  | 9  | 14 |
| Nacional  | 2   | 6  | 0  | 2  | 4  | 7  | 18 |

| Predecesor: 1956 | Pequeña Copa del Mundo de Clubes 1957 | Sucesor: 1963 |